# 吳文之
吳文之（1491年—？），字與成，直隸蘇州府吳縣人，民籍，明朝政治人物。

## 生平
读书过目不忘。七岁能文。正德五年（1510年）庚午科應天府鄉試第二十六名舉人，年未弱冠。三十一歲中式正德十六年（1521年）辛巳科會試第六十六名，登第三甲第六十四名進士。选庶吉士，卒于京邸。

## 家族
曾祖吳敏；祖父吳祚；父吳侃，母萬氏。严侍下。弟吴湘。